# Xiaomi Redmi 9A
Xiaomi Redmi 9A —  смартфон бюджетного ценового сегмента представленный Xiaomi 30 июня 2020 года. Является преемником Xiaomi Redmi 8A. Доступен в синем, тёмно-цветах,  розовом цветах.

## Характеристики

### Корпус и экран
Корпус Redmi 9A неразборный, сделан из матового пластика (синий, тёмно-серый и зелёный) и защищён гидрофобным нанопокрытием по технологии компании P2i. Экран сделан по технологии IPS, имеет диагональ 6,53 дюйма и разрешение 1600 × 720 (HD+). Соотношение сторон экрана — 20:9.

### Аппаратная платформа
В Redmi 9A установлен 64-битный 8-ядерный процессор MediaTek Helio G25 на базе ARM Cortex-A53, работающий на частоте до 2 ГГц и сделанный по технологии 12 нм. В качестве видеоускорителя используется PowerVR GE8320. ОЗУ — 2 ГБ, хранилище данных — 32 ГБ. Имеется поддержка карт памяти до 512 ГБ. Также смартфон работает на Android 10 с фирменной оболочкой MIUI 12 из коробки. Поддерживается 4G LTE с попеременной работой двух Nano-SIM, а также Wi-Fi 802.11n, Wi-Fi Direct, Bluetooth 5.0. Поддерживается разблокировка по лицу.

### Аккумулятор
В Redmi 9A установлен аккумулятор ёмкостью 5000 мА·ч с поддержкой 10-ваттной зарядки. При такой ёмкости смартфон может проработать до двух дней без подзарядки. В режиме ожидания может работать 25-30 дней.

### Камера
Основная камера имеет разрешение 4128 x 3096 (13 Мп), возможность автофокуса и съёмки видео в Full HD. Фронтальная камера позволяет получать снимки с размером в 5 Мп и возможность записывать видео в Full HD.